# Yannick Buttet

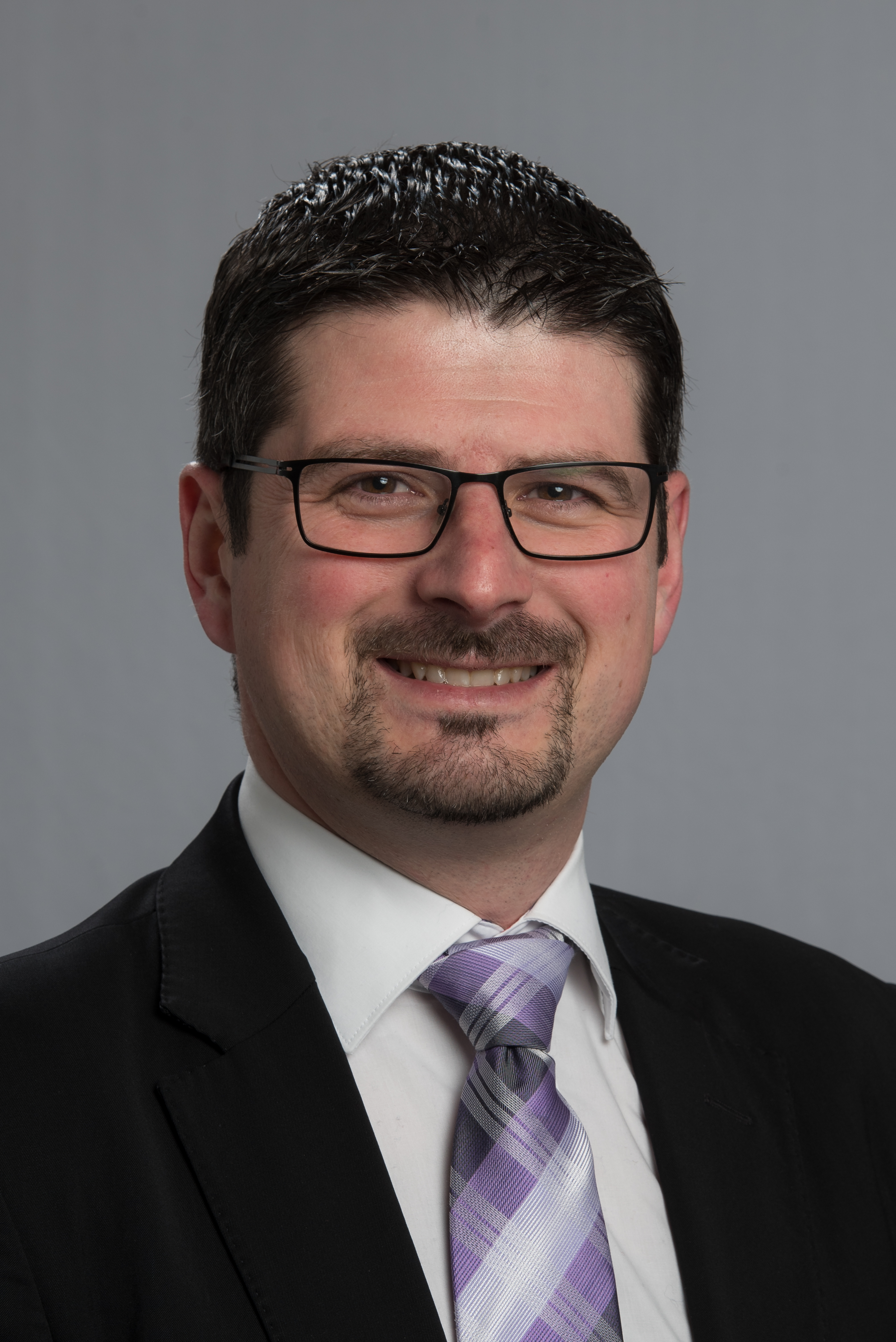
Yannick Buttet (2016)

Yannick Michel Buttet (* 12. Juli 1977 in Monthey) ist ein Schweizer Politiker (Die Mitte).

## Leben
Yannick Buttet wuchs im Wallis auf und studierte an der Universität Lausanne Politikwissenschaften. Er ist verheiratet, hat zwei Kinder und lebt in Collombey-Muraz. Er ist Offizier der Schweizer Armee im Grad eines Oberstleutnants.
Von 2018 bis 2020 war er Präsident des Basketballvereins BBC Monthey.
2021 war er Mitgründer der Immobilienagentur Keywe.ch und ist deren Geschäftsführer.

## Politik
Buttet war von 2002 bis 2005 Präsident der JCVP des Bezirks Monthey, von 2005 bis 2009 Präsident der JCVP Valais romand und von 2008 bis 2012 Vize-Präsident der CVP Valais romand. Im Januar 2009 wurde Buttet in den Gemeinderat von Collombey-Muraz gewählt, von 2013 bis 2020 war er Gemeindepräsident.
Am 23. Oktober 2011 schaffte Buttet den Sprung in den Nationalrat. Seine politischen Schwerpunkte legte er in der Regional-, Sozial-, Verkehrs- und Familienpolitik. Zudem setzt er sich in der Jugendpolitik ein. Während der 50. Legislatur gehörte Buttet der Legislativkommission für Umwelt, Raumplanung und Energie des Nationalrates (UREK-N) und der Redaktionskommission an. Am 17. Dezember 2017 trat er unter dem Druck von Vorwürfen wegen Stalking und sexueller Belästigung zurück.
Bereits im November 2017 trat er als Vizepräsident der Schweizerischen Offiziersgesellschaft und der CVP Schweiz zurück, die Staatsanwaltschaft des Kantons Wallis eröffnete wegen des Verdachts auf Nötigung ein Strafverfahren. Er wurde 2018 wegen Nötigung seiner Ex-Freundin und unrechtmässiger Aneignung zu einer Geldstrafe von 30 Tagessätzen à 220 Franken verurteilt.
Im Sommer 2020 erhob eine Politikerin Vorwürfe gegen Buttet, dass er sie verbal und körperlich belästigt habe. Die CVP gab bekannt, dass Buttet nicht auf der CVP-Liste bei den Gemeindewahlen vom kommenden Herbst kandidieren werde, worauf Buttet bekanntgab, dass er auf eine erneute Kandidatur als Gemeindepräsident von Collombey-Muraz im Herbst verzichtet. Im November 2021 wurde er wegen sexueller Belästigung zu einer bedingten Geldstrafe von 45 Tagessätzen bei einer Bewährungsfrist von vier Jahren verurteilt.
Im Juni 2024 wurde Buttet zum Präsidenten der Walliser Tourismuskammer gewählt. Da ein Opfer von Buttet bei der Tourismusförderung des Kanton Wallis arbeitet, wurde Buttet damit indirekt zum Chef einer der Frauen, die von ihm belästigt worden war. Dagegen wehrte sich eine breite Konstellation aus Politik und privaten Organisationen inklusive einer Petition mit 11'000 Unterschriften. Ende Juli 2024 gab Buttet seinen Rücktritt bekannt.